# دوشس زشت
دوشس زشت (به انگلیسی: The Ugly Duchess) (معروف به پیرزنی گروتسک) پرتره ای هجوآمیز است که توسط هنرمند فلاندرایی کوئنتین ماتسیس در حدود سال ۱۵۱۳ نقاشی شده‌است.
این نقاشی با رنگ روغن روی صفحه بلوط و ابعاد ۶۲٫۴ در ۴۵٫۵ سانتی‌متر است. این نقاشی یک پیرزن گروتسک با پوستی چروکیده و سینه‌های پژمرده را نشان می‌دهد. او از دوران جوانی خود از شاخ اشرافی استفاده می‌کند، تا زمان نقاشی از مد خارج شده‌است و یک گل قرمز، که نمادی از نامزدی است، در دست راست خود نشان می‌دهد، این نشان می‌دهد که او تلاش می‌کند خواستگار خود را جذب کند. با این حال، به عنوان جوانه ای توصیف شده‌است که «به احتمال زیاد هرگز شکوفا نخواهد شد». این اثر مشهورترین نقاشی ماتسیس است.
مدت‌ها تصور می‌شد که این نقاشی برگرفته از یک اثر گمشده قلمداد شده توسط لئوناردو داوینچی، بر اساس شباهت بسیار زیاد آن به دو نقاشی کاریکاتور از سر است که معمولاً به این هنرمند ایتالیایی نسبت داده می‌شود. با این حال تصور می‌شود که کاریکاتورها بر اساس کار ماتسیس ساخته شده‌اند که معروف است که با لئوناردو تبادل نقاشی کرده‌است.
این نقاشی در مجموعه گالری ملی لندن است که توسط جنی لوئیزا روبرتا بلاکر در سال ۱۹۴۷ به وی واگذار شده‌است. در اصل نیمی از نقاشی دو قسمتی بود با یک پرتره از یک پیرمرد، در موزه ژاکمار-آندره در پاریس که در سال ۲۰۰۸ به گالری ملی برای نمایشگاهی اعطا شد که در آن دو نقاشی در کنار هم آویخته شده بودند.
تصور می‌شود این پرتره منبعی برای تصویرگری جان تنیل در سال ۱۸۶۹ از دوشس در ماجراهای آلیس در سرزمین عجایب است.
مقاله ای که در سال ۱۹۸۹ در مجله پزشکی انگلیس منتشر شد حدس می‌زد که این فرد ممکن است از بیماری پاژه رنج برده باشد، که در آن استخوان‌های قربانی بزرگ شده و تغییر شکل می‌یابد. یک پیشنهاد مشابه توسط مایکل باوم، استاد برجسته جراحی در کالج دانشگاه لندن، ارائه شد.

## نگارخانه
- سر گروتسک، لئوناردو داوینچی. گچ قرمز روی کاغذ، ۱۷٫۲ × ۱۴٫۳ سانتی‌متر
- پادشاه و ملکه تونس، ونزل هولار (۱۶۰۷–۱۶۷۷)
- تصویرگری جان تنیل از دوشس از ماجراهای آلیس در سرزمین عجایب، ۱۸۶۵